# Dropbear
 (septembre 2020).
Si vous disposez d'ouvrages ou d'articles de référence ou si vous connaissez des sites web de qualité traitant du thème abordé ici, merci de compléter l'article en donnant les références utiles à sa vérifiabilité et en les liant à la section « Notes et références ».
Pour la créature folklorique, voir Drop bear.
Dropbear est un client et serveur SSH libre. Il est prévu pour des environnements avec peu de ressources, comme les systèmes embarqués. C'est un des composants de base de système et distributions pour routeurs telles qu'OpenWrt.